# Браун-Богдан, Коломан
Колома́н Браун-Богдан (рум. Coloman Braun-Bogdan; 13 октября 1905, Арад — 15 марта 1983, Арад) — румынский футболист и футбольный тренер, играл на позиции полузащитника. Участник чемпионата мира 1938 года.

## Биография

### Клубная карьера
В течение 12 сезонов Браун-Богдан играл за АМЕФ. В 1932 году уехал во Францию, где в течение двух сезонов играл за «Кале». После возвращения на родину играл за бухарестский «Ювентус», в котором он также был и играющим тренером. Завершил карьеру игрока в 1938 году.

### Карьера в сборной
Был в составе сборной Румынии на чемпионат мира 1938 года, но на турнире на поле так и не вышел.

### Тренерская карьера
Ещё в период игровой карьеры поступил в тренерскую школу в Фолкстоне (Англия). В 1937 году стал играющим тренером в бухарестском «Ювентусе», которым оставался в течение одного сезона. Браун-Богдан считается одним из основателей Национальной школы тренеров, которая была открыта в декабре 1939 года.
В 1940 году возглавил «Жиул» и в течение одного сезона вывел его в Высший дивизион, но следующий сезон не состоялся. Чемпионат Румынии был прерван и многие футболисты отправились на фронт. Несмотря на это, Браун-Богдан работал с «Жиулом» до 1945 года.
После окончания Второй мировой войны был назначен главным тренером сборной Румынии. Товарищеский матч со сборной Венгрии завершился разгромом румынской сборной, которая проиграла со счётом 2:7. В 1946 году возглавил бухарестский ЧФР, с которым проработал один сезон. По итогам сезона 1946/47 команда заняла 5-е место. но Браун-Богдан покинул команду, несмотря на то, что был любимцев болельщиков.
7 июня 1947 года была основана АСА и Браун-Богдан стал первым в истории главным тренером новой команды. Он проработал с «армейцами» в течение 15 туров, после чего был отправлен в отставку с поста главного тренера.
14 мая 1948 года было основано бухарестское «Динамо» и Браун-Богдан стал главным тренером новой команды и первым в её истории. Он проработал с командой несколько туров и одной из самых примечательных страниц за этот период был матч против АСА, который прошёл 21 ноября 1948 года — «Динамо» одержало победу со счётом 1:0.
С 1952 по 1964 год с перерывами работал в качестве главного тренера с клубом УТА из Арада, вместе с которым выиграл чемпионский титул в 1954 году и Кубок Румынии в 1953 году. Помимо этого, в течение некоторого времени работал в Румынской федерации футбола.

### Литературная деятельность
После выхода на пенсию написал две книги, основанные на его автобиографии «Футбол в шутку» и «Из мира круглых мячей».

### Смерть
Скончался 15 марта 1983 года в возрасте 77 лет.